# Przekrój Dedekinda
Zasugerowano, aby zintegrować ten artykuł z artykułem aksjomat ciągłości (dyskusja). Nie opisano powodu propozycji integracji.
Przekrój Dedekinda – para podzbiorów porządku liniowego wyznaczająca cięcie w tym zbiorze. Inna używana nazwa tego pojęcia to cięcie Dedekinda.
Pojęcie to było wprowadzone przez niemieckiego matematyka Richarda Dedekinda w 1872 w celu skonstruowania liczb rzeczywistych. Jak Dedekind sam napisał:
w każdym przypadku kiedy mamy przekrój {\displaystyle (A_{1},A_{2})} nieodpowiadający żadnej liczbie wymiernej, wyznaczamy nową liczbę niewymierną, którą można uważać za całkowicie określoną przez ten przekrój; będziemy mówić, że ta liczba odpowiada przekrojowi lub że produkuje ona ten przekrój.

## Definicja
Niech {\displaystyle (X,\leqslant )} będzie porządkiem liniowym. Przekrojem Dedekinda zbioru {\displaystyle X} nazywa się każdą taką parę {\displaystyle (A,B)} złożoną z niepustych podzbiorów zbioru {\displaystyle X,} że:
1. {\displaystyle A\cup B=X,}
2. jeżeli {\displaystyle a\in A} oraz {\displaystyle b\in B,} to {\displaystyle a<b,}
3. {\displaystyle A\cap B=\varnothing .}

Zbiór {\displaystyle A} nazywany jest klasą dolną, a zbiór {\displaystyle B} klasą górną przekroju.

## Rodzaje przekrojów
Przypuśćmy, że {\displaystyle (A,B)} jest przekrojem Dedekinda w porządku liniowym {\displaystyle (X,\leqslant ).} Wówczas ma miejsce jedna z następujących możliwości:
1. zbiór {\displaystyle A} zawiera element największy, a zbiór {\displaystyle B} ma element najmniejszy,
2. zbiór {\displaystyle A} ma element największy, ale w zbiorze {\displaystyle B} nie istnieje element najmniejszy,
3. w zbiorze {\displaystyle A} nie ma elementu największego, ale w zbiorze {\displaystyle B} istnieje element najmniejszy,
4. ani zbiór {\displaystyle A} nie ma elementu największego ani zbiór {\displaystyle B} nie ma elementu najmniejszego,

W przypadku pierwszym mówi się, że przekrój {\displaystyle (A,B)} wyznacza skok, a w ostatnim przypadku mówimy, że wyznacza on lukę. W porządkach gęstych nie występują skoki, a w porządkach ciągłych wszystkie przekroje Dedekinda są albo drugiego albo trzeciego rodzaju.